# Bulldozer (микроархитектура)
Bulldozer — кодовое название процессорной архитектуры процессоров AMD64 (в рамках системы команд x86) от компании AMD, семейства 15h, изготавливаемых по 32-нм технологии и предназначенных для серверов и высокопроизводительных ПК. Встречается в процессорах FX и Opteron.
Во втором квартале 2010 года AMD получила первые образцы 32-нм процессоров с архитектурой Bulldozer
Серийный выпуск процессоров архитектуры Bulldozer начался в сентябре 2011 года.
Процессоры Bulldozer были заменены процессорами архитектуры Piledriver (микроархитектура) (см.Piledriver, процессоры Trinity).

## Особенности

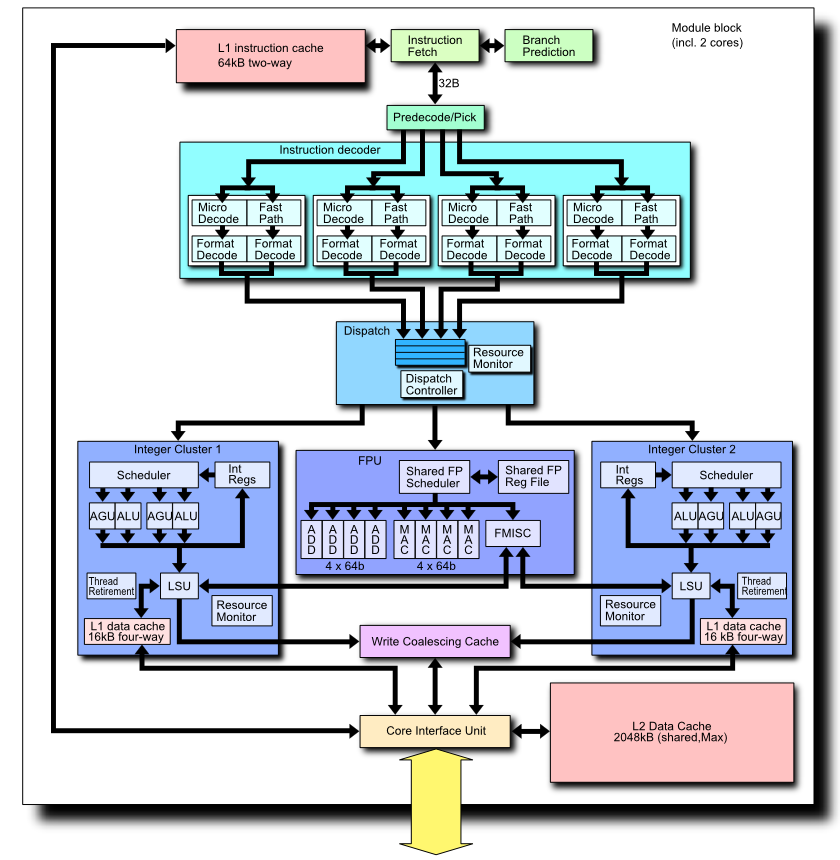
Диаграмма пары ядер (модуля).

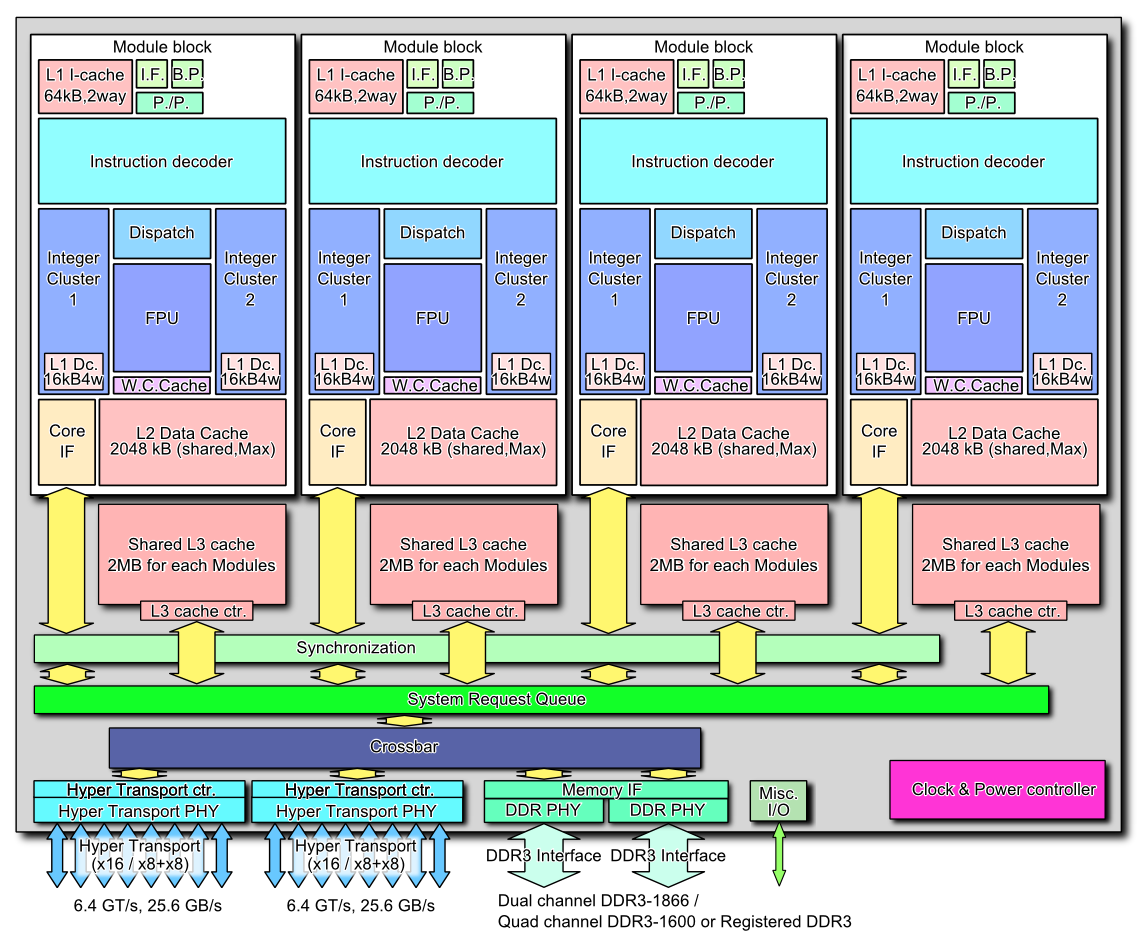
Схема 4-модульного решения с 8 процессорными ядрами

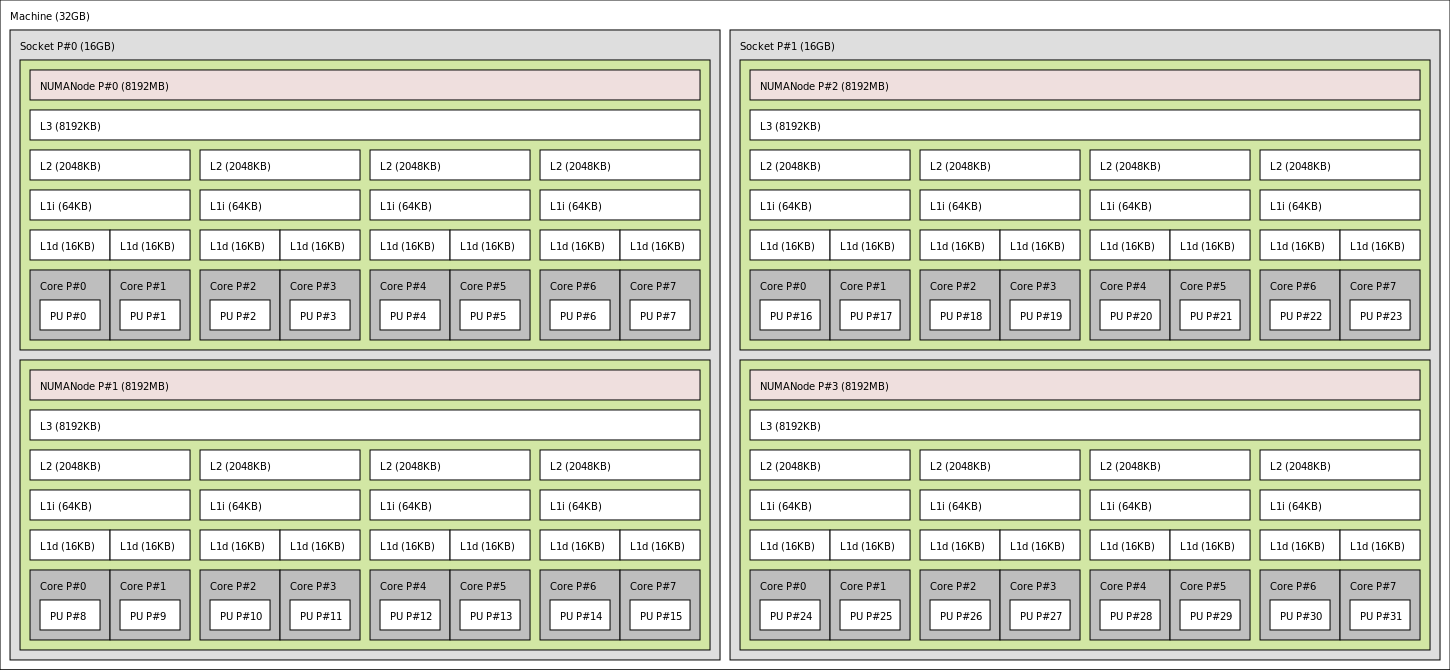
Топология памяти для сервера с Bulldozer (2 сокета)

Процессоры Bulldozer, по заверениям представителей AMD, имеют полностью новую архитектуру по сравнению с предыдущими поколениями AMD K8 и AMD K10. Известно, что процессоры Bulldozer впервые поддерживают новые инструкции x86 (SSE4.1, SSE4.2, CVT16, AVX и XOP, в том числе 4-операндный модуль FMAC). Bulldozer содержат до 8 ядер для настольного сегмента, до 16 ядер — для серверного, и обладают совместимостью с модульной процессорной архитектурой M-SPACE. Введена поддержка новой версии технологии AMD Direct Connect и четырёх каналов HyperTransport 3.1 на каждый процессор. Возможность работы с памятью DDR3 и технологией расширения памяти AMD G3MX позволяет увеличить пропускную способность процессора. Также улучшено управление питанием.
Новые процессоры получили поддержку технологии Turbo Core 2, которая позволяет увеличить номинальную частоту процессора с 3,5 до 4 ГГц и заметно повысить производительность аналогично технологии Intel Turbo Boost.
У серверных процессоров Bulldozer существует поддержка сверхъёмких модулей оперативной памяти LR-DIMM, реализованная в их интегрированных контроллерах памяти.

## Процессоры
Первым семейством процессоров микроархитекуры Bulldozer стало настольное семейство Zambezi во 2 квартале 2011 года под Socket AM3+, производством которого занимается компания-подрядчик GlobalFoundries. Zambezi выполнены по 32-нм техпроцессу; первыми появились 8-ядерные с TDP от 95 до 125 Вт в зависимости от тактовой частоты и 8 Мб кэш-памяти L2, затем 6- и 4-ядерные с TDP 95 Вт и с 6 и 4 Мб L2 кэша соответственно.
В последней четверти 2011 года появилось семейство Orochi. 8-ядерные процессоры семейства Orochi получат 16 Мб общей кэш-памяти. Оба семейства будут иметь двухканальный контроллер памяти DDR3.
В 3 квартале 2011 года был намечен выпуск процессоров Interlagos, которые имеют 16 вычислительных ядер, четырёхканальный контроллер памяти DDR3. Также в 2011 году выпущено менее мощное семейство Valencia с поддержкой двухканальной памяти DDR3.
В этом же году AMD хотела выпустить серверные чипы Terramar и Sepang, которые имели бы до 20 ядер, техпроцесс 32 нм, интегрированный 4-канальный контроллер памяти DDR3 и контроллер PCI Express 3.0. Но планы изменились, и теперь AMD готовит другие серверные CPU — Abu Dhabi, в состав которых входит до 16 ядер Piledriver (наследники Bulldozer), а для двухсокетных серверов припасены чипы под названием Seoul, включающие в себя до 8 указанных ядер.
Летом 2013 года AMD объявила о процессоре AMD FX-9590 с частотой до 5 ГГц (Turbo).
Таблица настольных процессоров:
| Модель               | FX-8170                              | FX-8150                              | FX-8120                              | FX-8100                              | FX-6200                              | FX-6130                              | FX-6120                              | FX-6100                              | FX-4200                              | FX-4170                              | FX-4150                              | FX-4130                              | FX-4120                              | FX-4100                              |     |
| -------------------- | ------------------------------------ | ------------------------------------ | ------------------------------------ | ------------------------------------ | ------------------------------------ | ------------------------------------ | ------------------------------------ | ------------------------------------ | ------------------------------------ | ------------------------------------ | ------------------------------------ | ------------------------------------ | ------------------------------------ | ------------------------------------ | --- |
| Кодовое Имя          | Zambezi                              | Zambezi                              | Zambezi                              | Zambezi                              | Zambezi                              | Zambezi                              | Zambezi                              | Zambezi                              | Zambezi                              | Zambezi                              | Zambezi                              | Zambezi                              | Zambezi                              | Zambezi                              |     |
| Ядра/Модули          | 8/4                                  | 8/4                                  | 8/4                                  | 8/4                                  | 6/3                                  | 6/3                                  | 6/3                                  | 6/3                                  | 4/2                                  | 4/2                                  | 4/2                                  | 4/2                                  | 4/2                                  | 4/2                                  | 4/2 |
| Штатная Частота      | 3.9 GHz                              | 3.6 GHz                              | 3.1 GHz                              | 2.8 GHz                              | 3.8 GHz                              | 3.6 GHz                              | 3.6 GHz                              | 3.3 GHz                              | 3.3 GHz                              | 4.2 GHz                              | 3.8 GHz                              | 3.8 GHz                              | 3.9 GHz                              | 3.6 GHz                              |     |
| В режиме Turbo       | 4.5 GHz                              | 4.2 GHz                              | 4.1 GHz                              | 3.7 GHz                              | 3.9 GHz                              | 3.9 GHz                              | 4.3 GHz                              | 4.1 GHz                              | 3.9 GHz                              | 4.3 GHz                              | 3.8 GHz                              | 3.9 GHz                              | 4.0 GHz                              | 3.8 GHz                              |     |
| Кэш 2 уровня         | 8MB                                  | 8MB                                  | 8MB                                  | 8MB                                  | 6MB                                  | 6MB                                  | 6MB                                  | 6MB                                  | 4MB                                  | 4MB                                  | 4MB                                  | 4MB                                  | 4MB                                  | 4MB                                  | 4MB |
| Кэш 3 уровня         | 8MB                                  | 8MB                                  | 8MB                                  | 8MB                                  | 8MB                                  | 8MB                                  | 8MB                                  | 8MB                                  | 8MB                                  | 8MB                                  | 8MB                                  | 4MB                                  | 8MB                                  | 8MB                                  |     |
| Тепловыделение (TDP) | 125W                                 | 125W                                 | 125W/95W                             | 95W                                  | 125W                                 | 125W                                 | 95W                                  | 95W                                  | 125W                                 | 125W                                 | 95W                                  | 125W                                 | 95W                                  | 95W                                  |     |
| Память               | максимальная частота памяти 1866 MHz | максимальная частота памяти 1866 MHz | максимальная частота памяти 1866 MHz | максимальная частота памяти 1866 MHz | максимальная частота памяти 1866 MHz | максимальная частота памяти 1866 MHz | максимальная частота памяти 1866 MHz | максимальная частота памяти 1866 MHz | максимальная частота памяти 1866 MHz | максимальная частота памяти 1866 MHz | максимальная частота памяти 1866 MHz | максимальная частота памяти 1866 MHz | максимальная частота памяти 1866 MHz | максимальная частота памяти 1866 MHz |     |
| Версия Black Edition | Да                                   | Да                                   | Да                                   | Да                                   | Да                                   | Да                                   | Да                                   | Да                                   | Да                                   | Да                                   | Да                                   | Да                                   | Да                                   | Да                                   |     |
| Поддержка Turbo Core | Да                                   | Да                                   | Да                                   | Да                                   | Да                                   | Да                                   | Да                                   | Да                                   | Да                                   | Да                                   | Да                                   | Да                                   | Да                                   | Да                                   |     |
| Сокет                | AM3+                                 | AM3+                                 | AM3+                                 | AM3+                                 | AM3+                                 | AM3+                                 | AM3+                                 | AM3+                                 | AM3+                                 | AM3+                                 | AM3+                                 | AM3+                                 | AM3+                                 | AM3+                                 |     |
| Техпроцесс           | 32 nm                                | 32 nm                                | 32 nm                                | 32 nm                                | 32 nm                                | 32 nm                                | 32 nm                                | 32 nm                                | 32 nm                                | 32 nm                                | 32 nm                                | 32 nm                                | 32 nm                                | 32 nm                                |     |

AMD выпустила три серии на базе этой микроархитектуры для серверов: Opteron 3200 (Zurich, до 8 ядер), Opteron 4200 серии (под кодовым названием Valencia, до 8 ядер) и Opteron серии 6200 (кодовое название Interlagos, с поддержкой до 16 ядер).

## Недостоверная маркетинговая информация
В маркетинговых целях процессоры на архитектуре Bulldozer позиционировались как процессоры с 8/6/4 ядрами. Однако, каждый процессор содержал указанное число лишь блоков целочисленных операций, количество блоков операций с плавающей запятой было вдвое меньше, отчего при большом количестве операций с плавающей запятой процессор показывал значительно меньшую производительность.

## Разгон
В августе 2011 года процессор AMD FX-8150 удалось разогнать до 8,429 ГГц, данный результат был занесён в Книгу рекордов Гиннесса.
А 28 мая 2012 года был установлен абсолютный рекорд частоты для всех процессоров — таиландский оверклокер ksin разогнал процессор AMD FX-8150 до 8,805 ГГц при одном активном модуле, но Администрация сайта заблокировала результат. Чуть позже оверклокер добавил результат 9,062 ГГц. Данный результат также был забанен на hwbot. После чего начался скандал на околокомпьютерных форумах.
Официально признанный рекорд всё ещё принадлежит AndreYang и составляет 8,585 ГГц.